# Malý Cetín

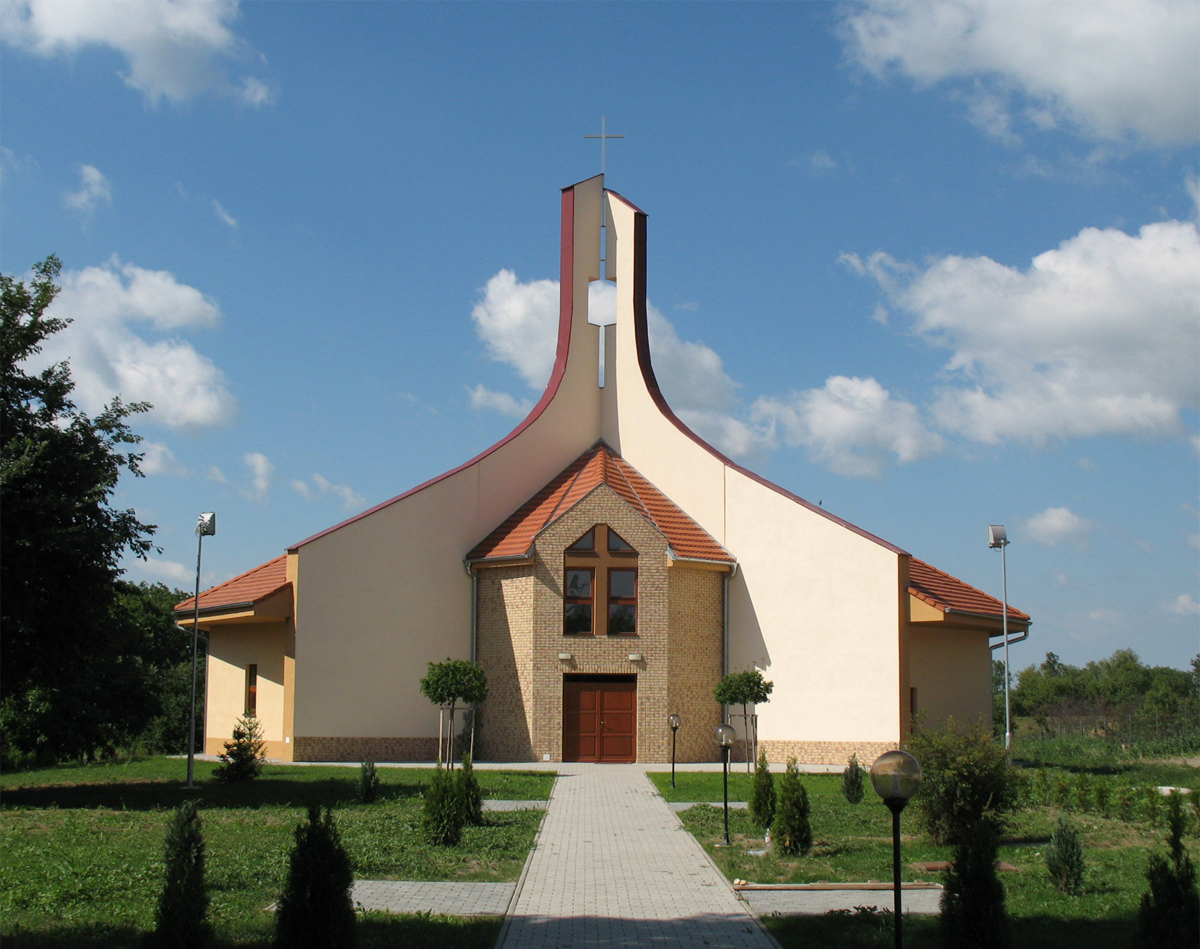
Malý Cetín

Malý Cetín (Hongaars: Kiscétény) is een Slowaakse gemeente in de regio Nitra, en maakt deel uit van het district Nitra.
Malý Cetín telt 400 inwoners.